# Liubîmivka, Kahovka
Liubîmivka (în ucraineană Любимівка) este o comună în raionul Kahovka, regiunea Herson, Ucraina, formată numai din satul de reședință.

## Demografie
Componența lingvistică a comunei Liubîmivka
     Ucraineană (90,56%)
     Rusă (7,59%)
     Romani (1,36%)
     Alte limbi (0,23%)
Conform recensământului din 2001, majoritatea populației comunei Liubîmivka era vorbitoare de ucraineană (90,56%), existând în minoritate și vorbitori de rusă (7,59%) și romani (1,36%).